# Richterswil
Richterswil (toponimo tedesco) è un comune svizzero di 13 352 abitanti del Canton Zurigo, nel distretto di Horgen; ha lo status di città.

## Geografia fisica
Richterswil è affacciato sul Lago di Zurigo.

## Storia
Nel 1878 le località di Giessen e Staubenweidli, fino ad allora frazioni di Richterswil, furono assegnate a Wädenswil.

## Monumenti e luoghi d'interesse

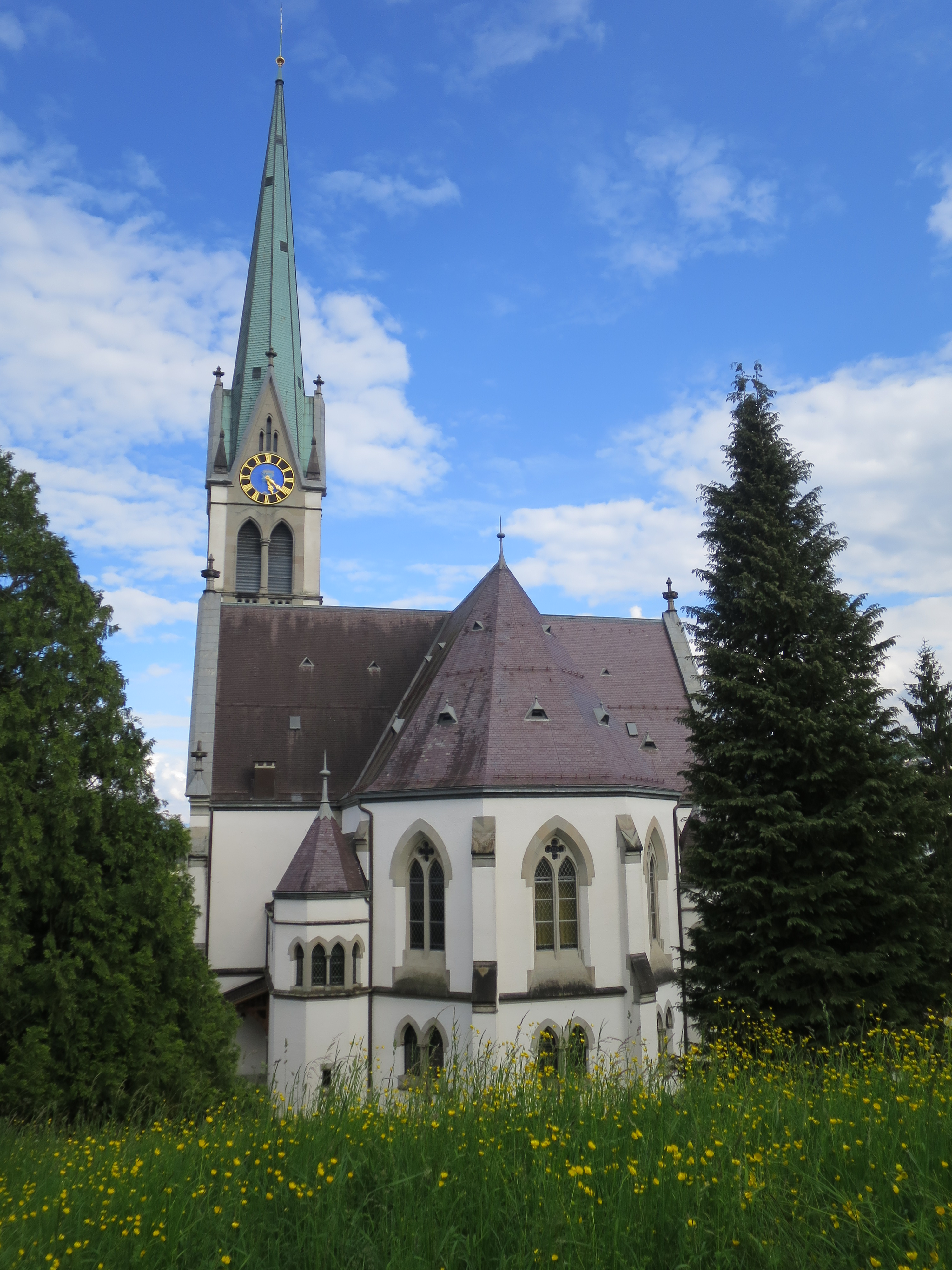
La chiesa riformata di San Martino

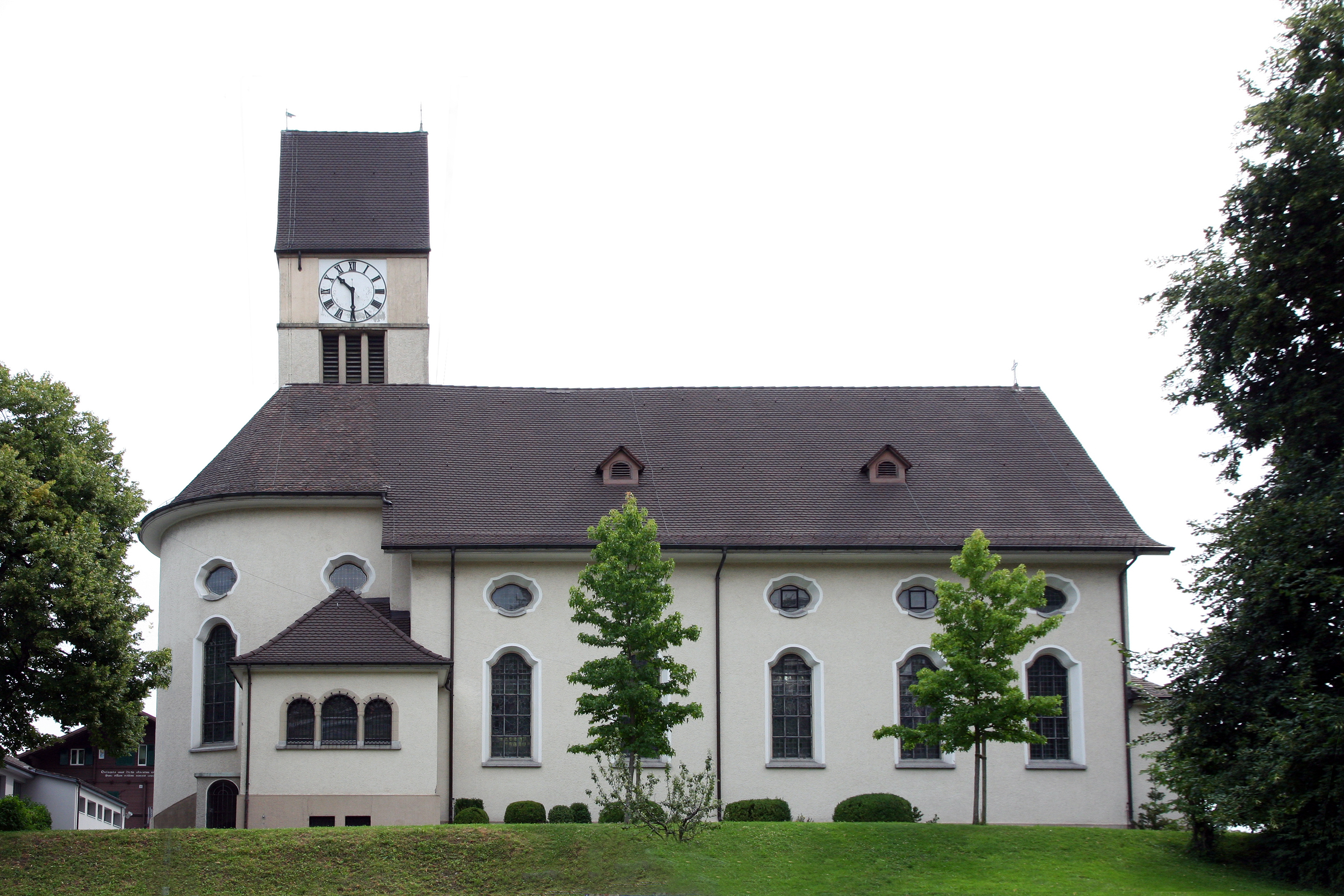
La chiesa cattolica della Sacra Famiglia

- Chiesa riformata di San Martino, attestata dal 1265 e ricostruita nel 1472, nel 1717 e nel 1905[1];
- Chiesa cattolica della Sacra Famiglia, eretta nel 1914[1].

## Società

### Evoluzione demografica
L'evoluzione demografica è riportata nella seguente tabella:
Abitanti censiti

## Infrastrutture e trasporti
Richterswil è servito dall'omonima stazione sulla ferrovia Zurigo-Ziegelbrücke e dalla stazione di Burghalden sulla ferrovia Wädenswil-Einsiedeln.

## Amministrazione
Ogni famiglia originaria del luogo fa parte del cosiddetto comune patriziale e ha la responsabilità della manutenzione di ogni bene ricadente all'interno dei confini del comune.